# Pinnixa retinens
Pinnixa retinens är en kräftdjursart som beskrevs av M. J. Rathbun 1918. Pinnixa retinens ingår i släktet Pinnixa och familjen Pinnotheridae. Inga underarter finns listade i Catalogue of Life.